# Jim Birr
James Otto Birr, detto Jim (Indianapolis, 22 agosto 1916 – Naples, 8 giugno 2006), è stato un cestista statunitense, professionista nella NBL.

## Carriera
Giocò per tre stagioni nella NBL, disputando complessivamente 30 partite con 7,0 punti di media.